# ستيفن س. هيبرت
ستيفن س. هيبرت (بالإنجليزية: Steven C. Hebert)‏ هو مدرس أمريكي، ولد في 1946 في روكفورد في الولايات المتحدة، وتوفي في 15 أبريل 2008.